# Булава (село)
Булава́ (рос. Булава, улц. Булау) — село у складі Ульчського району Хабаровського краю, Росія. Адміністративний центр та єдиний населений пункт Булавинського сільського поселення.

## Населення
Населення — 1720 осіб (2010; 2235 у 2002).
Національний склад (станом на 2002 рік):
- росіяни — 58 %
- ульчі — 30 %